# Günter Kasal
Günter Kasal (* 13. November 1966 in Wien) ist ein österreichischer Politiker des Teams Strache, davor der Freiheitlichen Partei Österreichs (FPÖ). Von 2010 bis 2020 war er Abgeordneter zum Wiener Landtag und Mitglied des Wiener Gemeinderates.

## Leben

### Ausbildung und Beruf
Günter Kasal begann nach der Matura ein Studium der Betriebswirtschaftslehre, das er 2006 an der Wirtschaftsuniversität Wien mit einer Diplomarbeit zum Thema Der ruhende Verkehr in Wien: die Volksgarage als Mittel zur Verbesserung der Stellplatzproblematik? als Magister abschloss.
Kasal ist im Bundesministerium für Arbeit, Soziales, Gesundheit und Konsumentenschutz in der Abteilung für Budgetmanagement, Förderkoordination, Controlling und Kostenrechnung tätig, zuvor war er unter anderem Pressereferent im Staatssekretariat von Ursula Haubner.

### Politik
Von 2001 bis 2010 war er als FPÖ-Bezirksrat Mitglied der Bezirksvertretung in Wien-Hietzing, wo er als Klubvorsitzender der freiheitlichen Bezirksräte fungierte. Am 25. November 2010 wurde er am Beginn der 19. Wahlperiode als Abgeordneter zum Wiener Landtag und Gemeinderat angelobt. In der 20. Wahlperiode ist er Mitglied im Gemeinderatsausschuss für Wohnen, Wohnbau, Stadterneuerung und Frauen. Außerdem gehört er dem Kuratorium Wiener Jugendwohnhäuser an und ist Beiratsmitglied im Wohnfonds Wien / Fonds für Wohnbau und Stadterneuerung.
Im Juli 2020 wechselte Kasal aufgrund parteiinterner Konflikte mit Dominik Nepp im Zuge der Debatte um den Umgang mit dem ehemaligen Parteichef Heinz-Christian Strache zum Team Strache. Bei der Landtags- und Gemeinderatswahl in Wien 2020 kandidierte er auf dem neunten Listenplatz. Nach der Wahl schied er aus dem Landtag aus und wurde Bezirksrat in Wien-Favoriten.